# 가네코 유키 (1982년)
가네코 유키(일본어: 金子 勇樹, 1982년 5월 29일 ~ )는 일본의 전 축구 선수이다.

## 구단 경력
과거 요코하마 F. 마리노스, 콘사돌레 삿포로에서 활동하였다.